# Osisko Mining Corporation
Osisko es una compañía minera que extrae metales preciosos, tiene oficinas centrales en Montreal, Quebec, Canadá.  Opera en Canadá enfocada en la minería de oro en el cinturón de oro de Abitibi en Quebec. La compañía también es conocida como Osisko Exploration LTD antes de cambiarse el nombre en mayo de 2008.
Se hizo acreedora de por lo menos 17,41 millones de onzas en reservas de oro (incluyendo 10,71 en Malartic, Quebec y 6.7 en el arrecife de Hammond en Canadá) y cerca de 230 km cuadrados de tierra en el área Malartic-Cadillac.
En base al mercado de capitalización es la 9.ª más grande compañía canadiense con un valor de 5,2 billones de dólares.

## Proyecto Famatina en Argentina
A finales de agosto de 2011 en Argentina la empresa Osisko adquirió un contrato con la Energía y Minerales Sociedad Del Estado (Estado riojano) y La Rioja Corporación Minera del Estado, por la adquisición del desarrollo del Proyecto Famatina. Este proyecto cubre 40 km cuadrados de una zona rica en oro, con una reserva probada y probable de 8.97 millones de onzas de oro.

### Actualidad  del proyecto
Existió una fuerte resistencia de la población de la Ciudad de Chilecito y Famatina (La Rioja, Argentina) con el objetivo de que Osisko Mining Corporation no explore ni explote el recurso.
La situación es tensa, hay cortes de las rutas de accesos no permitiendo el paso a camiones y personal de la empresa.
El proyecto minero fue rescindido por un decreto del Ejecutivo provincial, en cumplimiento con el compromiso asumido por el gobernador Luis Beder Herrera en 2013.